# 애리조나 대학교

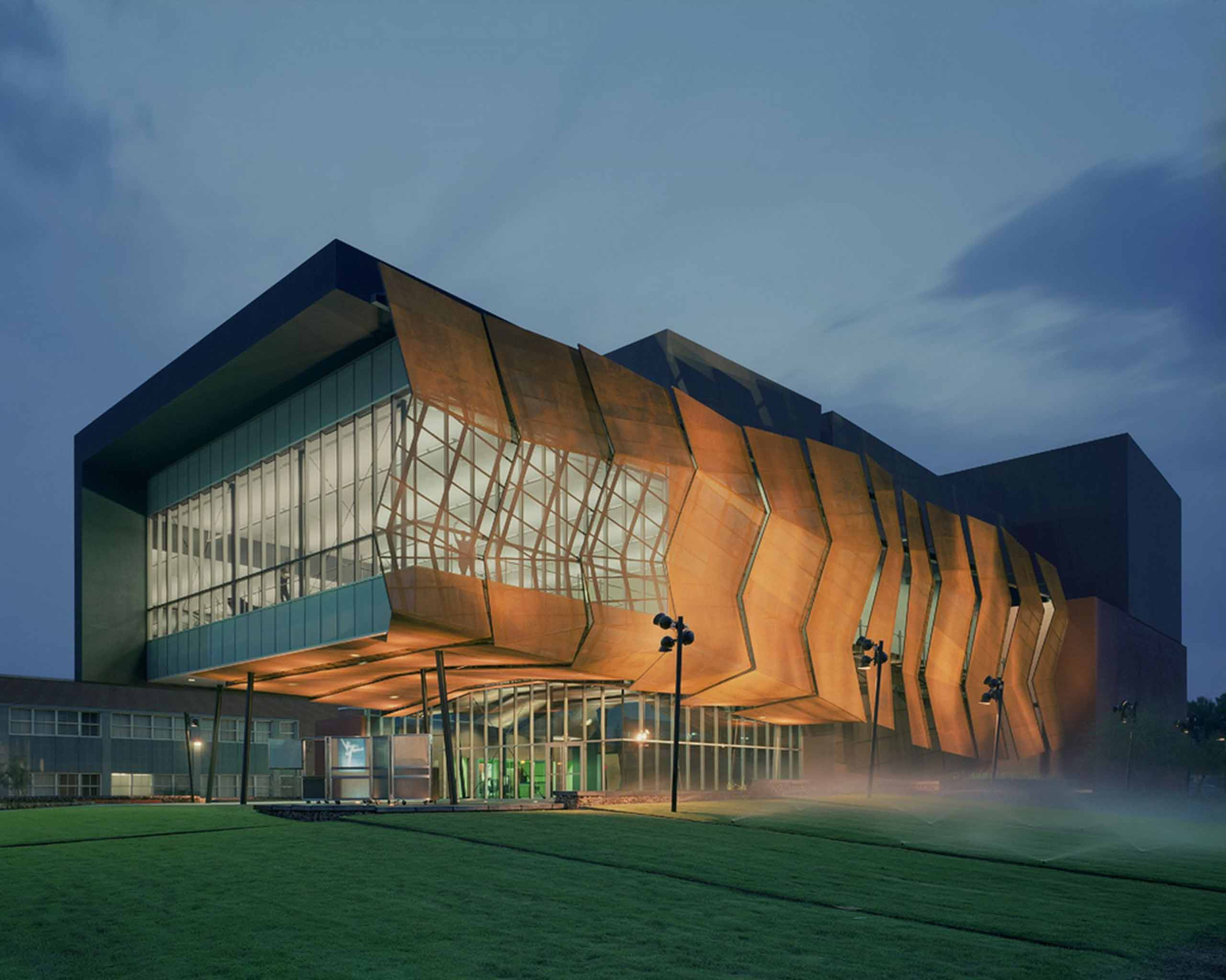
애리조나 대학교의 건물

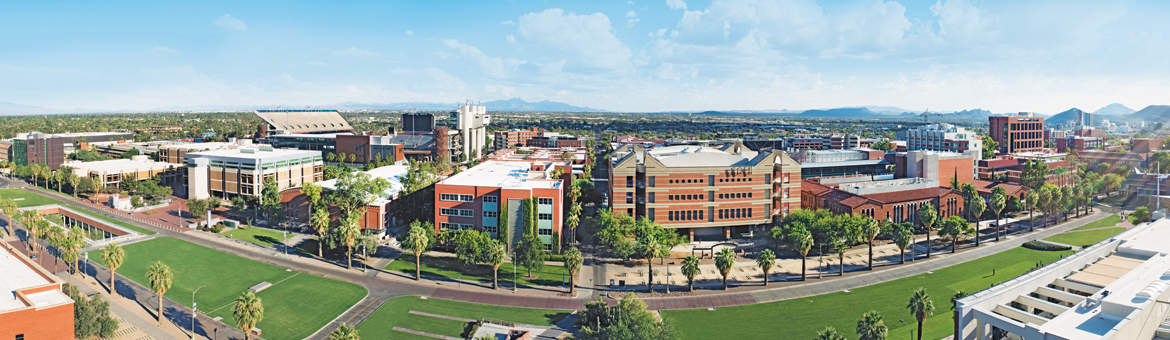
애리조나 대학교의 전경

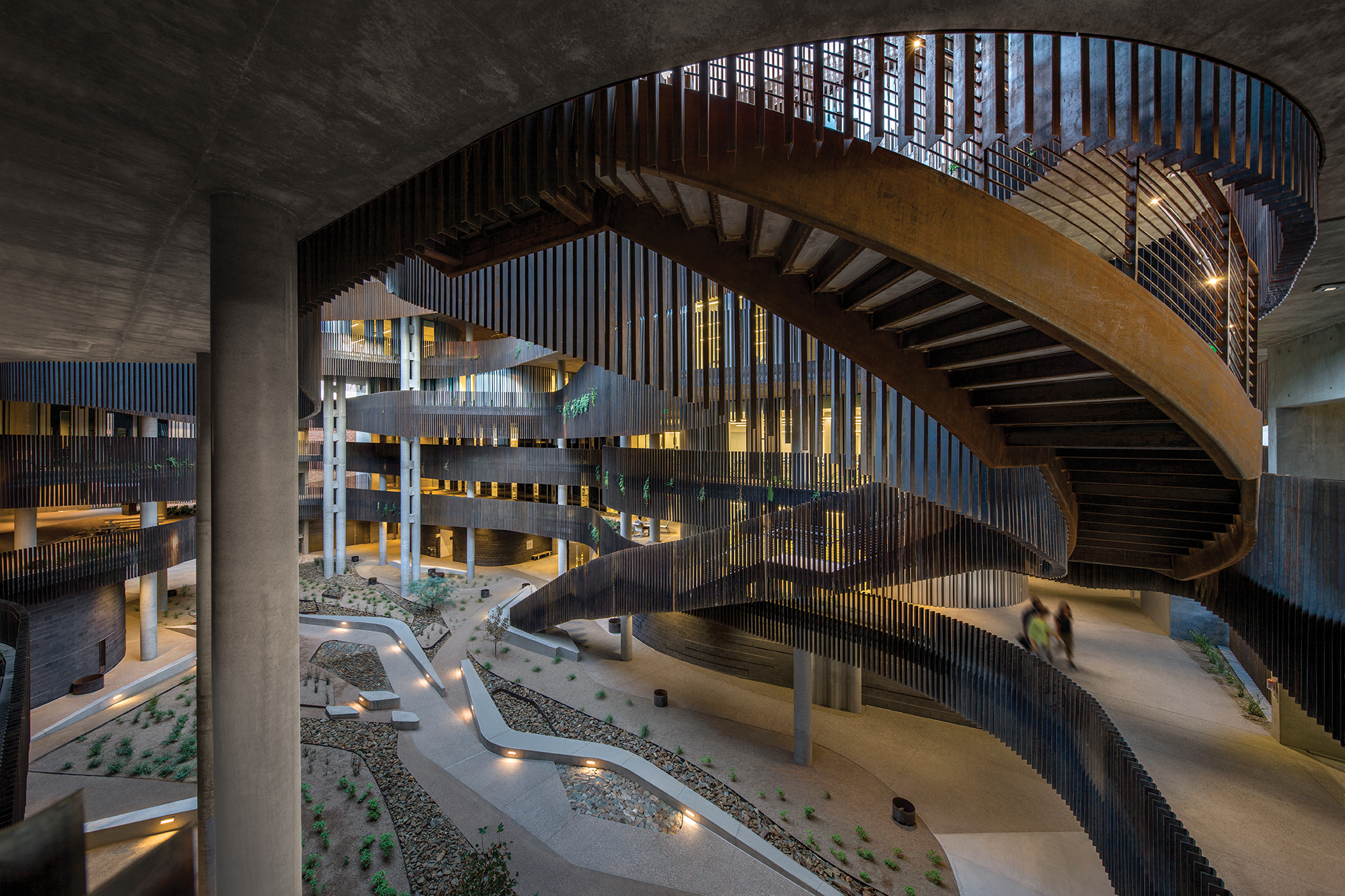
애리조나대학교의 캠퍼스 빌딩

애리조나 대학교(영어: University of Arizona)는 미국 애리조나주 최초의 주립대학이다. 애리조나를 대표하는 퍼블릭 아이비 스쿨에 선정되었으며, 2021 세계대학순위 85위에 랭크되었다(U.S.뉴스 & 월드 리포트). 국제적으로 공인된 카네기 분류에 의거하여 미국 내 최상위 대학 Carnegie Tier 1 (R1)에 속해 있다. 참고로 2021년 기준 미국의 5000여개의 대학 중 90여개 만이 R1에 속해 있다. 피닉스에 위치한 Arizona State University(ASU) 와 라이벌 관계를 가진다. 애리조나 주에 있는 대학교 중 가장 역사가 오래되었고, 설립 연도는 1885년이다. 
연구 중심 대학으로, 농과·생명과학대학, 건축·조경대학, 교육대학, 공과대학, 예술대학, 인문대학, 법과대학, 의학대학, 약학대학, 간호대학, 복지대학, 과학대학 등 18개 단과대학과 인류학스쿨, 건축스쿨, 예술스쿨, 댄스스쿨, 지학·환경학스쿨, 가정·소비자학스쿨, 지리학·개발스쿨, 정부·공공정책스쿨, 정보자원·도서관학스쿨 등 12개 스쿨에서 학부·대학원과정을 제공한다. 
천문학·지구과학 분야에서는 미국에서도 손꼽히는 연구실적을 자랑하며 미항공우주국(NASA)와 함께 다양한 프로젝트를 수행한다. 저널리즘 연구에서도 정평이 나 있다. 의과대학은 애리조나주에서 유일하게 의학박사학위를 수여한다. 2017년 39,264명의 학생이 등록되어 있다.
주 캠퍼스는 1.5km2의 크기로 투손(Tucson)의 가운데에 있으며, 도심지에서는 북동쪽으로 약 1.6km 떨어져 있다. 이 곳에는 179개의 건물이 있는데, 많은 초기 건물들은 투손의 건축가 로이 플레이스(Roy Place)가 지은 것으로 건물들이 붉은 벽돌들로 지어져 도심 내 다른 빌딩들과 구별된다. 미국 서남부의 건조한 사막 기후이며, 멕시코 국경과 맞닿아 있기 때문에, 이런 지리적 특성을 바탕으로 한 학문이 발전하게 되었다.

## 평가
애리조나대학교는 2021년  《U.S. 뉴스 & 월드 리포트》에서 발표한 미국주립대학 랭킹40위, 세계대학순위에서 85위를 하였으며, 2021년 CWUR에서 발표한 세계대학순위 89위, 2015년에 발표한 <ARWU 세계대학 학술순위>에서 전 세계 90위에 랭크 되었다. 대부분의 전공이 미국내 50 내외로 랭크되어 있다. 
대학교 연구 연합회(URA)에 가입되어 있는 연구중심 대학이며, 2017년 기준 연구비 면에서 미국 전체 대학 중 23위에 랭크되어 있다. 2011년 영국의 'The times' 가 발표한 세계대학순위 부문에서 종합순위 71위로 집계되었다. 
우주과학 분야에서 뛰어난 성과를 나타내고 있으며 2021년 《U.S. 뉴스 & 월드 리포트》에서 발표한 우주과학 분야에서 세계 순위10위에 랭크 되었다. 애리조나 대학교의 경영대학인 <Eller>는 미국내 대학중 46위에 랭크되어있다. 특히 경영대학원의 Information Systems 프로그램은 U.S. News 랭킹 3위로 명성이 높다. 법과대학은 47위, 공대 세계 53위, 의대 62위, 인문학 분야에서 세계 42위, 사회과학 분야 47위에 위치하였다. U.S. News에서 2021년 발표한 예술대의 랭킹은 32위이며, 특히 사진학 분야는 전체 3위로 뛰어난 성과를 보여주고 있다.

## 학문적 성과
2011년, 이 대학 출신의 브라이언 슈미트(Brian P. Schmidt)는 초신성 관찰로 우주 팽창 가속화 발견을 발표하여 노벨 물리학상을 수상하였다.
이 대학의 엘러(Eller) 경영대학원은 미국 내에서도 최상위에 랭크된 경영대학원으로 알려져 있다. 엘러는 공학석사+MBA와 이학석사+MBA의 이중경영학석사학위를 수여하고 있는 미국 내 유일한 경영학석사학위 프로그램이 있다.
현재 노엄 촘스키 교수가 이 대학에 재직중이다. 그는 미국을 대표하는 언어학자, 철학자, 인지 과학자, 역사가, 사회비평가, 정치운동가, 아나키스트, 저술가이며, 학자이다. 현대 언어학의 아버지로 묘사되기도 하며 타임즈에서 가장 영향력있는 인물로 10명에 선정되었다. 가장 많은 논문 피인용 지수를 기록하고 있으며, 현재 매사추세츠 공과대학교의 명예교수이며, 애리조나 대학교의 정교수이다.
애리조나 대학교의 컴퓨터공학 및 전자공학은 2025년 미국 내 30~40위권을 기록하고 있다. 세계 정상급 수준으로, 연구와 실무 중심 교육이 강점이다. 컴퓨터공학은 AI, 소프트웨어 공학, 사이버보안에, 전자공학은 반도체, 광전자공학, 통신 시스템에 특화되어 있다. 세계적 교수진과 첨단 연구소(광학 과학 센터, 양자 컴퓨팅 센터 등)를 운영하며, 졸업생은 기술 연구 산업에서 98% 이상 높은 취업률을 보인다.
예술분야(College of Fine Art)에서는 Design(디자인), photography(사진학), Music(음악) 관련분야가 뛰어나며, 출신자들의 업적은 미국 서남부 근대 예술발전의 지표가 되고 있다. 이 대학 출신의 제리브룩 하이머는 스티븐 스필버그와 더불어 미국 영화계를 이끌고 있는 주요 인물이다. 그는 CIS, 캐리비안의 해적, 페르시아의 왕자, 내셔널 트레져, 진주만, 블랙 호크 다운, 코요테 어글리, 에너미 오브 스테이트, 아마겟돈, 콘에어, 탑건 등의 블록버스터 영화를 다수 제작하였다.
또한, 그랜드 캐니언과 건조한 기후로 인해 천문학, 광학, 지질학, 지구과학이 특히 발달되어 있다. 공과대학은 미국 공립대 중 27위에 랭크되어 있다. 의과대학은 애리조나 주에서 의학박사학위를 수여하는 유일한 대학이며, 의대병원은 2020년 Becker's Hospital Review magazine에 10개의 최우수 병원 중에 하나로 선정되었다.

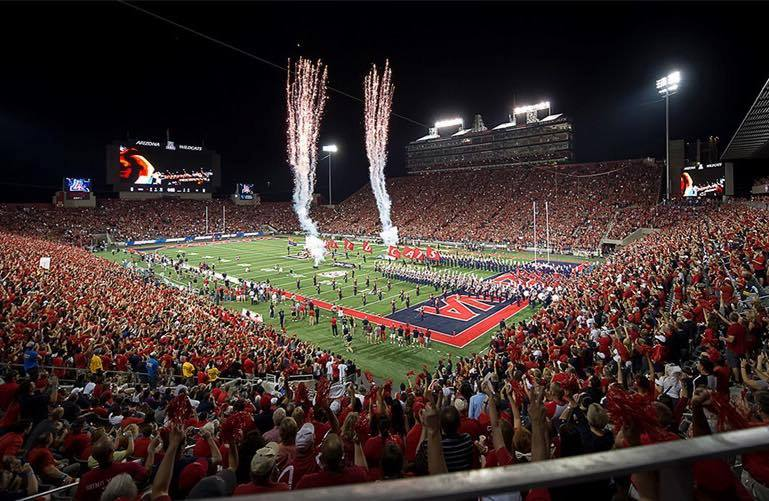
애리조나대학교의 풋볼 스타디움

현재까지 교직원 중에서 4명의 노벨상 수상자와 8명의 퓰리처상 수상자가 나왔다. 유명 골프 선수인 짐 퓨릭, 안니카 소렌스탐과 로레나 오초아 등이 이 대학 출신이며, 농구, 야구, 축구, 미식축구, 수영, 다이빙, 실내체조, 골프, 배구, 크로스 컨트리, 테니스, 소프트볼, 육상 등에서 운동부를 가지고 있다. 